# Gentlemen (album)
Pour les articles homonymes, voir Gentleman (homonymie).
Albums de The Afghan Whigs
Uptown Avondale
(1992) What Jail Is Like EP
(1994)
Gentlemen est un album de The Afghan Whigs, sorti le 5 octobre 1993.

## L'album
Il atteint la 13e place du Billboard.
Il fait partie des 1001 albums qu'il faut avoir écoutés dans sa vie.

### Titres
Tous les titres sont de Greg Dulli, sauf mentions. 
1. If I Were Going (3:05)
2. Gentlemen (3:54)
3. Be Sweet (Dulli, Rick McCollum) (3:37)
4. Debonair (4:15)
5. When We Two Parted (Dulli, McCollum) (5:47)
6. Fountain and Fairfax (4:21)
7. What Jail Is Like (3:30)
8. My Curse (chanté par Marcy Mays du groupe Scrawl) (5:45)
9. Now You Know (4:10)
10. I Keep Coming Back (Leo Austell, Leo Graham) (4:52)
11. Brother Woodrow/Closing Prayer (5:40)

### Musiciens
- Greg Dulli : voix, guitare
- Rick McCollum : guitare électrique
- John Curley : basse
- Steve Earle : batterie
- Harold Chichester : piano, mellotron
- Barb Hunter : violoncelle
- Marcy Mays : voix sur My Curse
- Jody Stephens : voix secondaire sur Now You Know